# Senegal op de Olympische Zomerspelen 1996
Senegal nam deel aan de Olympische Zomerspelen 1996 in Atlanta, Verenigde Staten.

## Deelnemers en resultaten

### Atletiek
| Olympiër                                            | Discipline      | Resultaat  | Prestatie                                                                          |
| --------------------------------------------------- | --------------- | ---------- | ---------------------------------------------------------------------------------- |
| Oumar Loum                                          | 200m (m)        | 37e        | serie 8: 3de in 20,69 kwartfinale 2: 8ste in 21,31                                 |
| Ibou Faye                                           | 400m horden (m) | 13e        | serie 1: 1ste in 48,84 halve finale 2: 7de in 48,84                                |
| Hamidou M'Baye                                      | 400m horden (m) | 38e        | serie 3: 6de in 50,30                                                              |
| Aboubakry Dia Tapha Diarra Ibou Faye Hachim N'Diaye | 4x400m (m)      | 4e         | serie 3: 2de in 3.02,61 halve finale 1: 2de in 3.01,72 finale: 4de in 3.00,64 (NR) |
| Cheikh Touré                                        | verspringen (m) | <center18e | kwalificatie groep B: 10de met 7,91m                                               |

### Judo
| Olympiër          | Discipline | Resultaat | Prestatie                                               |
| ----------------- | ---------- | --------- | ------------------------------------------------------- |
| Abdoul Karim Seck | -65kg (m)  | 21e       | 1ste ronde: vrij 2de ronde: V van GBR Davies: ippon     |
| Khalifa Diouf     | +95kg (m)  | 21e       | 1ste ronde: vrij 2de ronde: V van KGZ Sergeyev: keikoku |

### Worstelen
| Olympiër       | Discipline  | Resultaat   | Prestatie                                                                      |
| Vrije stijl    | Vrije stijl | Vrije stijl | Vrije stijl                                                                    |
| -------------- | ----------- | ----------- | ------------------------------------------------------------------------------ |
| Félix Diédhiou | -68kg (m)   | 17e         | 1ste ronde: V van EST Kõiv: 0-4 herkansingen: V van HUN Fórizs: 1-4            |
| Alioune Diouf  | -82kg (m)   | 21e         | 1ste ronde: V van RUS Magomedov: 0-3 herkansingen: V van GEO Gogolishvili: 1-3 |

Afghanistan · Albanië · Algerije · Amerikaanse Maagdeneilanden · Amerikaans-Samoa · Andorra · Angola · Antigua‑Barbuda · Argentinië · Armenië · Aruba · Australië · Azerbeidzjan · Bahama's · Bahrein · Bangladesh · Barbados · België · Belize · Benin · Bermuda · Bhutan · Bolivia · Bosnië en Herzegovina · Botswana · Brazilië · Britse Maagdeneilanden · Brunei · Bulgarije · Burkina Faso · Burundi · Cambodja · Canada · Centraal-Afrikaanse Republiek · Chili · China · Chinees Taipei · Colombia · Comoren · Congo-Brazzaville · Cookeilanden · Costa Rica · Cuba · Cyprus · Denemarken · Djibouti · Dominica · Dominicaanse Republiek · Duitsland · Ecuador · Egypte · El Salvador · Equatoriaal-Guinea · Estland · Ethiopië · Fiji · Filipijnen · Finland · Frankrijk · Gabon · Gambia · Georgië · Ghana · Grenada · Griekenland · Groot-Brittannië · Guam · Guatemala · Guinee · Guinee-Bissau · Guyana · Haïti · Honduras · Hongarije · Hongkong · Ierland · IJsland · India · Indonesië · Irak · Iran · Israël · Italië · Ivoorkust · Jamaica · Japan · Jemen · Joegoslavië · Jordanië · Kaaimaneilanden · Kaapverdië · Kameroen · Kazachstan · Kenia · Kirgizië · Koeweit · Kroatië · Laos · Lesotho · Letland · Libanon · Liberia · Libië · Liechtenstein · Litouwen · Luxemburg ·  Macedonië · Madagaskar · Malawi · Malediven · Maleisië · Mali · Malta · Marokko · Mauritanië · Mauritius · Mexico · Moldavië · Monaco · Mongolië · Mozambique · Myanmar · Namibië · Nauru · Nederland · Nederlandse Antillen · Nepal · Nicaragua · Nieuw-Zeeland · Niger · Nigeria · Noord-Korea · Noorwegen · Oeganda · Oekraïne · Oezbekistan · Oman · Oostenrijk · Pakistan · Palestina · Panama · Papoea-Nieuw-Guinea · Paraguay · Peru · Polen · Portugal · Puerto Rico · Qatar · Roemenië · Rusland · Rwanda · Saint Kitts en Nevis · Saint Lucia · Saint Vincent en Grenadines · Salomonseilanden · Samoa · San Marino · Sao Tomé en Principe · Saoedi-Arabië · Senegal · Seychellen · Sierra Leone · Singapore · Slovenië · Slowakije · Soedan · Somalië · Spanje · Sri Lanka · Suriname · Swaziland · Syrië · Tadzjikistan · Tanzania · Thailand · Togo · Tonga · Trinidad en Tobago · Tsjaad · Tsjechië · Tunesië · Turkije · Turkmenistan · Uruguay · Vanuatu · Venezuela · Verenigde Arabische Emiraten · Verenigde Staten · Vietnam · Wit-Rusland · Zaïre · Zambia · Zimbabwe · Zuid-Afrika · Zuid-Korea · Zweden · Zwitserland